# حسن شیرمحمدی
.حسن شیرمحمدی (متولد یکم خرداد 1347) و بازیکن سابق تیم ملی است. او در دوران باشگاهی پیراهن تیم های پرسپولیس، بوتان، الغرافه قطر، سایپا، کشاورز، پاس  و شانگهای چین را به تن کرد. در سال 1370 با پرسپولیس به قهرمانی جام در جام آسیا رسید. همچنین با پرسپولیس قهرمانی لیگ در سال 74، قهرمانی جام حذفی در سال 71 و قهرمانی باشگاه های تهران در سال های 68 و 69 را به دست آورد. حسن شیرمحمدی طی سال های 1370 تا 73 برای تیم ملی ایران به میدان رفت.
شیرمحمدی در ۱۳۳ بازی که برای پرسپولیس به میدان رفته‌است، ۱۲ گل به ثمر رسانده‌است.